# Jercălăi, Prahova
Jercălăi (mai vechi, Zărcălăi) este o localitate componentă a orașului Urlați din județul Prahova, Muntenia, România.

## Istoric
În 1831, așezarea era un cătun din plasa Tohani, județul Saac, cu 15 gospodării.

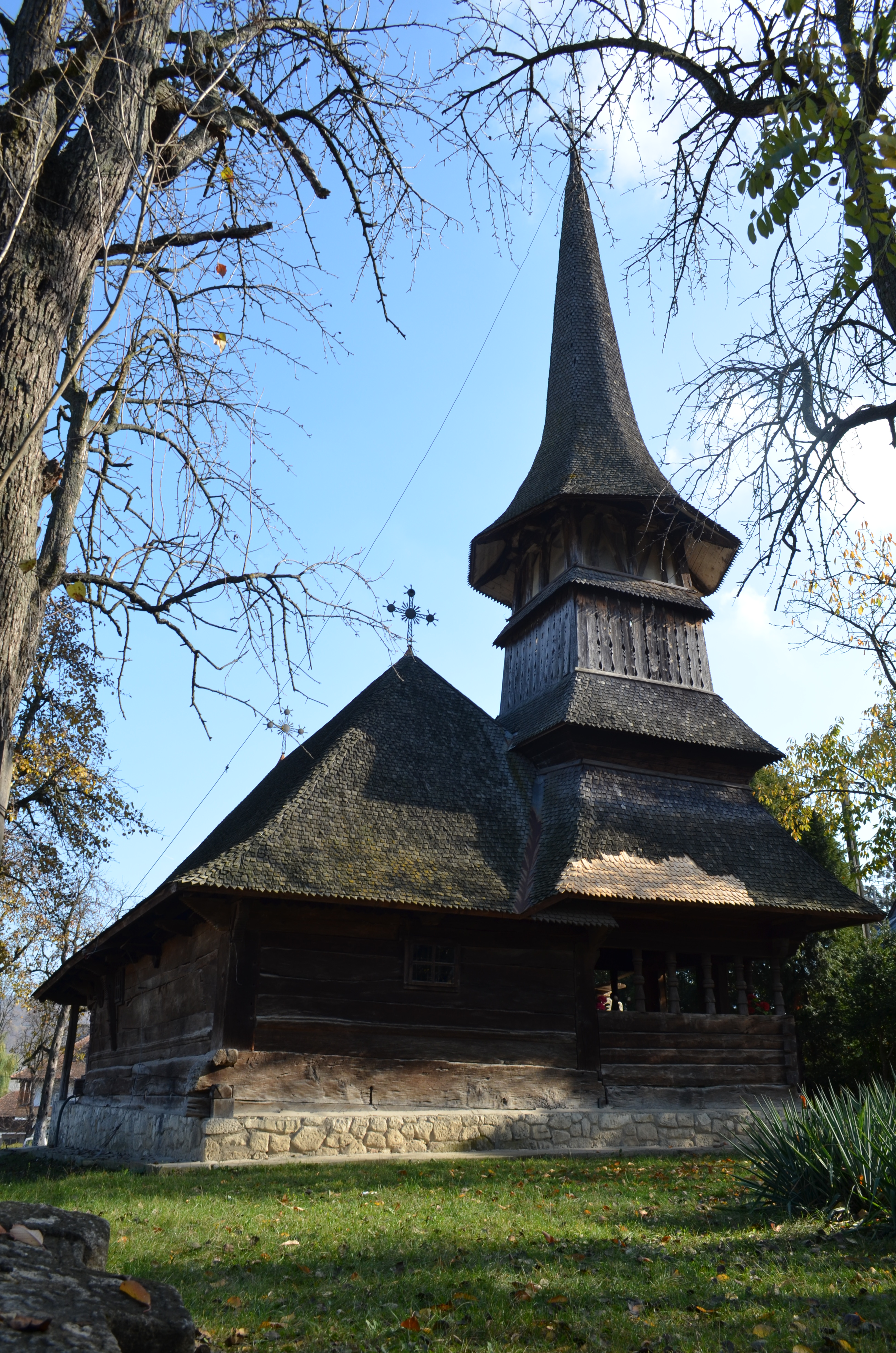
Biserica de lemn de la Mănăstirea Jercălăi

## Obiective turistice
Biserica „Sf. Arhangheli Mihail si Gavriil“. Ridicată în 1731, în apropierea orașului ardelean Reghin, biserica a fost transferată de Regina Maria la Bran, ca paraclis regal. Ulterior, a fost adusă pe actualul amplasament. Arhitectură deosebit de interesantă, turn clopotniță și pridvor deschis.